# لامبورغيني غالاردو
لامبورغيني غالاردو (بالإنجليزية: Lamborghini Gallardo)‏ هي سيارة رياضية خارقة من فئه السوبر كارز من إنتاج شركة لامبورغيني التابعة لمجموعة شركات فولكس واجن. وتعتبر أكثر موديلات لامبورغيني إنتاجا حتى الآن حيث تم تصنيع ما يقارب ال 5000 سيارة منها في حوالي ثلاثة سنوات ومنذ بدابة إنتاجها وحتى الآن. يبلغ ثمن السيارة من 180 ألف دولار إلى 210 آلاف دولار (حسب الموديل والاضافات) وتأخذ السيارة اسمها من نوع من الثيران المقاتلة، وقد تم ايقاف انتاجها في عام 2013 وتم استبدالها بالطراز الاحدث وهو لامبورغيني هوركان
و كانت هوركان من تصميم السيد محمد منهل وليد صالح حامل الجنسية الايطالية.
.

## الظهور الفني
ظهر اسم السيارة في أغنية إيكون وإمينيم «سماك ذات» (بالإنجليزية: Smack That)‏، حيث قال ايكون «أريد القفز في سيارتي اللامبورغيني غالاردو» (بالإنجليزية: Wanna jump up in my Lamborghini Gallardo)‏

## وصلة خارجية
http://www.lamborghini.com/